# فرودگاه گروزنی
فرودگاه گروزنی (به انگلیسی: Grozny Airport) (به زبان بومی: Aeroport Grozny) یک فرودگاه با کد یاتا GRV است که یک باند فرود بتن دارد و طول باند آن ۲۵۰۰ متر است. این فرودگاه در شهر گروزنی کشور روسیه قرار دارد و در ارتفاع ۱۶۷ متری از سطح دریا واقع شده‌است.

## شرکت‌های هواپیمایی و مقصدهای پروازی
| شرکت‌های هواپیمایی   | مقصدهای پروازی  |
| ------------------- | --------------- |
| وستوک اوییشن کمپانی | Poliny Osipenko |